# Herbert J. McGlinchey
Herbert Joseph McGlinchey (* 7. November 1904 in Philadelphia, Pennsylvania; † 25. Juni 1992 in Galloway, New Jersey) war ein US-amerikanischer Politiker. Zwischen 1945 und 1947 vertrat er den Bundesstaat Pennsylvania im US-Repräsentantenhaus.

## Werdegang
Herbert McGlinchey arbeitete als Handwerksvertreter. Von 1935 bis 1937 war er Leiter der Behörde für Arbeit und Industrie im östlichen Teil Pennsylvanias (Supervisor Labor and Industry for the Eastern District of Pennsylvania). Außerdem war er als privater Geschäftsmann tätig. Gleichzeitig schlug er als Mitglied der Demokratischen Partei eine politische Laufbahn ein. Im Juni 1936 nahm er als Delegierter an der Democratic National Convention in Philadelphia teil, auf der Präsident Franklin D. Roosevelt zur Wiederwahl nominiert wurde.
Bei den Kongresswahlen des Jahres 1944 wurde McGlinchey im sechsten Wahlbezirk von Pennsylvania in das US-Repräsentantenhaus in Washington, D.C. gewählt, wo er am 3. Januar 1945 die Nachfolge von Francis J. Myers antrat. Da er im Jahr 1946 nicht bestätigt wurde, konnte er bis zum 3. Januar 1947 nur eine Legislaturperiode im Kongress absolvieren. In dieser Zeit endete der Zweite Weltkrieg.
1948 und 1956 bewarb sich Herbert McGlinchey jeweils erfolglos um die Rückkehr in den Kongress. Von 1957 bis 1963 gehörte er der Steuerkommission seines Staates an (Pennsylvania Tax Equalization Board); von 1964 bis 1972 saß er im Senat von Pennsylvania. Außerdem war er als Berater tätig. Er starb am 25. Juni 1992 in Galloway.